# 真象天牛属
真象天牛属（学名：Eurymesosa）为天牛科的一个属。

## 特征
身体主要被深棕色柔毛覆盖；眼部深陷；下眼垂垂直，略长于其他属；，其中上叶和下叶由一排 1‑2 个小眼连接。不仅是上述一般特征，还包括以下特征：背侧有颗粒的前胸甲和基部有颗粒的鞘翅。具有更长的触角 ；鞘翅无长且直立的刚毛；从侧面看，胸骨突未截断；而胸骨间突在侧视图中被截断。

## 下属物种
本属包括以下物种：
- 近缘真象天牛 Eurymesosa affinis Breuning, 1970
- Eurymesosa albostictica Breuning, 1962
- Eurymesosa multinigromaculata Breuning, 1974
- Eurymesosa ventralis (Pascoe, 1865)
- 自然之翼真象天牛 Eurymesosa ziranzhiyi [2]